# Orestes de Macedònia
Orestes de Macedònia (en grec antic Ὀρέστης ὁ Μακεδών) fou rei de Macedònia, fill i successor d'Arquelau I que havia mort assassinat. Va regnar entre l'any 400 aC i el 397 aC, sense poder precisar-ho.
Va regnar sota la regència d'Aerop II, el seu tutor durant quatre anys, fins que Aerop va assumir tot sol el títol de rei, cosa que fa suposar que devia matar Orestes, com insinua Diodor de Sicília.